# In-Mold-Verfahren
Das In-Mold-Verfahren (auch In-Mould-Verfahren oder Hinterspritzen) findet vor allem beim Spritzgießen, aber auch im Thermoformen als In-Mold-Labeling Anwendung.
Dabei werden in das Thermoform- bzw. Spritzgießwerkzeug eingelegte Substrate wie Stoff, Papier, Holzfurnier oder beliebig bedruckte oder strukturierte Folien hinterspritzt. Dies gelingt relativ zuverlässig, gegebenenfalls mit Hilfe von Haftvermittlern. Auf diese Weise entstehen in einem Arbeitsschritt Verbundmaterialien mit anspruchsvollen Oberflächen.
Das In-Mold-Verfahren wird beim Bau von Sporthelmen (insbesondere Fahrrad-, Ski- und Snowboardhelmen) verwendet. Bei diesem Verfahren werden die Schale und der Hartschaum miteinander verschweißt. Resultat ist eine vollständige Verbindung und sehr stabile Helmstruktur – die Sicherheit bei mechanischer Einwirkung (z. B. beim Sturz auf einen spitzen Gegenstand) liegt deutlich höher als bei nur (meist punktweise) verklebten Helmen. In-Mold-Helme sind in der Regel leichter und langlebiger.
In der Verpackungstechnik wird das Verfahren häufig auch In-Mold-Labeling (IML) genannt, da es hier zum Anbringen von Beschriftungsetiketten (engl. labels) dient. Es gibt auch ein so genanntes In-Mould Decoration Verfahren, wobei hier die Folie nicht in das Werkzeug eingelegt wird, sondern als ein Folienband mit Hilfe eines Motors senkrecht durch die Form hindurch rollt. Durch Sensoren werden die einzelnen Bilder positioniert. Dieses Verfahren weist eine wesentlich bessere Qualität als das In-Mould-Labeling Verfahren auf. Daher wird dieses Verfahren besonders bei hochpräzisen Formteilen, z. B. Mobilfunktelefonen, eingesetzt.
Bei T-IML (Thermoforming/Tiefzieh-IML) von Verpackungen wird danach getrachtet für Label und Gefäß dieselbe Kunststoffart (etwa PP) zu verwenden um die Recyclingfähigkeit zu verbessern. Tiefziehen ermöglicht leichtere Gefäße als Spritzgießen.